# Artropleura
Artropleura (Arthropleura) – rodzaj wymarłego roślinożernego wija, spokrewnionego ze współczesnymi dwuparcami, żyjącego w późnym karbonie (około 300 milionów lat temu) na podmokłych terenach dzisiejszej Nowej Szkocji, stanów Illinois, Ohio i Pensylwania oraz Szkocji.
Artropleura mierzyła od 1,5 do 2,5 metra, co czyni ją największym lądowym stawonogiem w historii Ziemi. Osiągnięcie tak znacznych rozmiarów możliwe było prawdopodobnie dzięki większej niż obecnie zawartości tlenu w atmosferze ziemskiej (innym przedstawicielem olbrzymich stawonogów jest też Meganeura) oraz braku naturalnych wrogów, np. olbrzymich drapieżnych kręgowców.
Stawonóg ten zaopatrzony był prawdopodobnie w 30 par odnóży, których ślady odkryto w stanowisku Joggins w Nowej Szkocji.
Budowa zwierzęcia każe domyślać się, że w przeciwieństwie do współczesnych wijów, które oddychają za pomocą tchawek, artropleura używała do tego celu innych organów, być może nawilżonych skrzeli.
Artropleury wymarły na początku permu, wraz z pustynnieniem wielkich połaci Ziemi i spadkiem poziomu tlenu w atmosferze.
Skamieniałe ślady kroczenia artropleury po podłożu są opisane jako ichnotakson Diplichnites cuithensis.